# Preiner Gscheid
Preiner Gscheid är ett berg i Österrike.   Det ligger i distriktet Bruck-Mürzzuschlag och förbundslandet Steiermark, i den östra delen av landet, 80 km sydväst om huvudstaden Wien. Toppen på Preiner Gscheid är 1 070 meter över havet.
Terrängen runt Preiner Gscheid är kuperad åt sydost, men åt nordväst är den bergig. Närmaste större samhälle är Mürzzuschlag, 7,5 km söder om Preiner Gscheid. 
I omgivningarna runt Preiner Gscheid växer i huvudsak blandskog. Runt Preiner Gscheid är det ganska tätbefolkat, med 67 invånare per kvadratkilometer.